# 島本虎三
島本 虎三（しまもと とらぞう、1914年6月20日 - 1989年11月10日）は、日本の政治家。
日本社会党に所属し中選挙区時代の衆議院北海道第1区で5度当選を果たしたほか、仁木町長を2期務めた。

## 生い立ち
船頭の長男として北海道高島郡高島町（現小樽市）に生まれた。高島小学校の高等科を卒業後、地元の水産試験場に勤めながら札幌逓信講習所の受験勉強を行い1928年に合格した。
札幌逓信講習所を卒業し1929年から札幌郵便局電信課、1934年から小樽郵便局電信課に勤務、その後札幌逓信講習所の高等科に入所、1942年には逓信官吏練習所に合格したが陸軍に尉官待遇で徴用されてフィリピンのマニラに派遣され、そこで1年半余り過ごした後、ネグロス島に送られ終戦を迎え、1945年12月に復員した。
1946年、結成されたばかりの小樽郵便局労働組合執行委員となり、続いて小樽全官公庁労働組合協議会の初代議長に選ばれた。
1947年の第1回統一地方選挙で小樽市議会議員に初当選し3期12年を務めたが市議会議員時代の生活は苦しく彼の妻は魚の行商で生活を支えた。1959年に北海道議会に当選すると苦しい生活は楽になり妻も行商を終えたが次期衆議院議員候補として推す声に対して彼の妻は猛反発し、浅沼稲次郎社会党委員長、勝間田清一教育立法局長の説得でようやく彼の出馬に同意した。
1960年の第29回衆議院議員総選挙で北海道第1区から初当選（同区で同じ社会党公認候補横路節雄も当選）。1963年の第30回衆議院議員総選挙では落選したが1967年の第31回衆議院議員総選挙で返り咲いた。
公害と労働問題では第一人者と言われ「公害の島虎」とも呼ばれた。歴代の環境庁長官や政務次官は彼のレクチャーを受けた。
1973年通常国会において一国会における質問回数63回の新記録を樹立した（その後、2006年通常国会で国民新党の糸川正晃が質問回数83回の新記録を樹立した）。
1979年第35回衆議院議員総選挙不出馬を表明し衆議院解散で国会議員を引退したが、小樽の近隣の仁木町の有志の要請で町長選挙に立候補し当選。1987年まで2期8年務めた。町長時代には山村開発センターを設置し郷土資料館を併設した。道知事横路孝弘やセゾングループの総帥堤清二の助けも借り町おこしに尽力。
仁木町長退任後の1988年には当時の首相竹下登から第四次全国総合開発計画を審議する国土審議会の特別委員に任命されたが、これは島本の活動に共感した自民党総務会長（当時）伊東正義の推薦によるものだった。
1984年11月の秋の叙勲で勲二等に叙され、旭日重光章を受章する。
1989年11月10日、心不全のため、札幌医科大学付属病院で死去した。75歳没。同月14日、特旨を以て位記を追賜され、死没日付で正四位に叙された。
島本を国土審議会の特別委員に推薦した伊東は死去の報を受けて「敬愛していた人だけに非常に惜しい人を亡くした」とのコメントを北海道新聞に寄せた。

## 著書
- 『まぼろしの黄金律』-わたしの半生記 （全電通労働組合北海道本部政治局 1979年） ASIN B000J8EYRS
- 『島虎の町おこし奮戦記』（第一書林 1988年10月）ISBN 978-4886460387

## 家族
- 島本和明(元札幌医科大学理事長・学長) - 子息